# Kaptajn Grants Børn (film)
Kaptajn Grants Børn (russisk: Дети капитана Гранта) er en sovjetisk film fra 1936 instrueret af Vladimir Vajnsjtok.
Filmen er baseret på Jules Vernes roman Kaptajn Grants børn.

## Medvirkende
- Nikolaj Vitovtov som Edward Glenarvan
- Marija Strelkova som Elen Glenarvan
- Nikolaj Tjerkasov som Jacques Paganel
- Jakov Segel som Robert Grant
- Olga Bazarova som Mary Grant